# Christian Biet
Pour les articles homonymes, voir Biet.
Christian Biet, né le 12 mai 1952 à Paris et mort le 13 juillet 2020 à Poitiers est un professeur d'études théâtrales. Ses principaux travaux portent sur l’esthétique du théâtre.

## Biographie
Les parents de Christian Biet sont enseignants. Après des études secondaires et hypokhâgne au lycée Condorcet, Christian Biet est, en septembre 1974, auditeur libre à l'École normale supérieure de Saint-Cloud. Jean-Luc Rispail et Jean Paul Brighelli sont ses amis. Tous  trois, ils réussissent en 1975, l'agrégation de lettres .
Ensemble, ils publient en 1982 chez Louis Magnard, une collection concurrente du Lagarde et Michard. Ils poursuivent leur collaboration par d'autres ouvrages consacrés à Alexandre Dumas, au surréalisme.
Après avoir assuré son enseignement dans le secondaire (collège et lycée), Christian Biet fait une carrière universitaire. Il est maître de conférences en 1986 puis professeur d’histoire et esthétique du théâtre à l’université de Paris-Nanterre. Son intense activité le conduit à diriger de nombreuses thèses (42). Il est co-directeur de l'unité de recherche Histoire des arts et des représentations  de l’université Paris Nanterre. Il est membre de l'Institut Universitaire de France (2006). À partir de 2007, il est membre du comité de rédaction de la revue Théâtre/Public.
Il meurt dans un accident de la route en juillet 2020.
La revue Théâtre/Public lui rend hommage dans le numéro 239, dont il a dirigé le dossier.
Un colloque international Éloge du désordre. Penser le théâtre avec Christian Biet lui est consacré en 2021 à l'université Paris Nanterre, à l'Inha et à la Comédie-Française.

## Publications

### Auteur
- Le théâtre, la violence et les arts en Europe (XVIe – XVIIe siècles) [co-auteur Marie-Madeleine Fragonard], Paris, 2011, H. Champion , 435 p. + 15 pl.
- Qu'est-ce que le théâtre ? [co-auteur Christophe Triau], postface Emmanuel Wallon, Paris, 2006, Gallimard, coll. Folio Essais, 1050 p.[10]
- Moi, Pierre Corneille, coll. « Découvertes Gallimard » (no 484), série Littératures. Paris, 2005, Gallimard, 127 p.
- Droit et littérature sous l’Ancien Régime. Le Jeu de la valeur et de la loi, Paris, 2002, Champion, « Lumière classique », 415 p.
- Les tragédies de Racine, Paris, 1995, Vuibert , 77 p.
- La Médecine au temps de Molière, coffret avec  Le médecin malgré lui et Le Malade imaginaire, Paris, 1995, Hachette jeunesse
- XVIe – XVIIe siècles (Collection Textes et contextes) [co-auteurs Jean-Paul Brighelli et Jean-Luc Rispail], Paris, Magnard, 1982, 512 p.
- XVIIe – XVIIIe siècles, (Collection Textes et contextes) [co-auteurs Jean-Paul Brighelli et Jean-Luc Rispail], Paris, Magnard, 1982 [11]
- XIXe siècle (Collection Textes et contextes) [co-auteurs Jean-Paul Brighelli et Jean-Luc Rispail], Paris, Magnard, 1982
- Œdipe en monarchie, tragédie et théorie juridique à l’âge classique, Paris, 1994, Klincksieck, 476 p.
- Les miroirs du Soleil : Littératures et classicisme au siècle de Louis XIV, coll. « Découvertes Gallimard » (no 58), série Littératures. Paris, 1989, Gallimard, nouvelle éditions en 2000 sous le nouveau titre Les miroirs du Soleil : Le roi Louis XIV et ses artistes, 176 p.

### Éditeur scientifique ou directeur de publication
- La question du répertoire au théâtre , Toulouse, 2018, Presses universitaires du Midi, 216 p.
- Tragédies et récits de martyres en France : fin XVIe -début XVIIe siècle, Paris, 2012, Classiques Garnier, 1 226 p.
- Le théâtre français du XVIIe siècle : histoire, textes choisis, mises en scène, Paris, 2009, Éd. l'Avant-scène théâtre, 579 p.
- Richard Schechner, Performance : expérimentation et théorie du théâtre aux USA , édition établie par Anne Cuisset et Marie Pecorari, traduit de l'anglais  par Marie Pecorari et par Marc Boucher, Montreuil-sous-Bois, 2008, Éd. théâtrales, 533 p.
- Une histoire du spectacle militant ; théâtre et cinéma militants, 1966-1981 [co-direction Olivier Neveux], Vic-la-Gardiole, 2007, l'Entretemps éd., 463 p.
- Œdipe, Paris, 1999, Éd. Autrement, 142 p.

### Préfacier
- Pierre Albouy, Mythes et mythologies dans la littérature française, Paris, 2012, A. Colin, 255 p.
- Karel Vanhaesebrouck, Le mythe de l'authenticité, lectures, interprétations, dramaturgies de Britannicus de Jean Racine en France, 1669-2004 Amsterdam, 2006, Rodopi, 448 p.

### Articles
Christian Biet a publié des articles dans Communications, Droit et Société, Le Fablier, la Revue des Amis de Jean de La Fontaine, Les cahiers du GRIF, Littératures classiques, Critique, Études théâtrales, Ligeia, Raisons politiques, Questions de communication, Revue d'histoire littéraire de la France, Intermédialités : histoire et théorie des arts, des lettres et des techniques, Théâtre/Public.

## Distinctions
- Prix du Syndicat de la critique 2006 : Prix du meilleur livre sur le théâtre pour Qu'est-ce que le théâtre ?